# 羽生田進
羽生田 進（はにゅうだ/はにうだ すすむ、1910年〈明治43年〉10月19日 - 1999年〈平成11年〉7月27日）は日本の政治家（衆議院議員、科学技術庁政務次官）、眼科医（医学博士、羽生田眼科医院院長、群馬県医師会名誉会長、日本眼科医会会長）。勲二等瑞宝章、藍綬褒章受章。陸軍軍医少尉。参議院議員・羽生田俊の父。

## 経歴
羽生田家の先祖は長野県上高井郡豊丘村（現・須坂市大字豊丘）の旧家で、祖父・仁作が分家して群馬県勢多郡富士見村箕輪（現・前橋市富士見町赤城山）で牧場を経営した。進の父・俊次は長野県北安曇郡美麻村（現・大町市）の農家・田中常太郎・みす夫婦の次男として生まれ、医術開業試験に合格して眼科医となった。俊次は仁作の長女・いまの婿となり、1909年（明治42年）に前橋市で開業医となった。俊次は市議会議員、さらに議長を務めた。また陸軍軍医でもあり、日露戦争や日中戦争に従軍したが、1938年（昭和13年）6月21日に青島の野戦病院で戦病死した。
羽生田進は俊次の長男として、1910年（明治43年）10月19日に前橋市で生まれた。1928年（昭和3年）旧制前橋中学校（現・群馬県立前橋高等学校）を卒業。同年慶應義塾大学医学部に入学、馬術部に所属した。
1935年（昭和10年）慶應義塾大学医学部卒業。同年医師免許を取得。同年12月、歩兵第一連隊に軍医候補生として入隊。翌1936年（昭和11年）2月の二・二六事件発生時には反乱軍となった同連隊の機関銃隊に見習医官として所属しており、栗原安秀中尉指揮下の首相官邸襲撃部隊の一員として負傷兵の救護にあたった。なお、岡田啓介首相と誤認されて射殺された松尾伝蔵の遺体に遺族の面会に備えて傷口を包帯で覆う処置をする際、新聞写真と異なり頭が禿げ上がっていて顔に皺が少ないことから違和感を持ったが、船山見習軍医と話しただけで栗原中尉には報告しなかったと後に記している。27日に東京衛戍病院へ行って帰ってきた船山見習軍医から部隊が反乱軍とみなされていることを知らされ、同日夜船山・板橋見習軍医とともに部隊を離れ衛戍病院に入った。その後は55日間投獄された後不起訴となり、免官。
その後は慶應義塾大学病院眼科医局に所属した。太平洋戦争開戦後に応召、1944年（昭和19年）から中国大陸戦線に送られ、湖北省咸寧近郊で軍医として勤務した。陸軍軍医少尉として終戦を迎えた。
1946年（昭和21年）に復員し、前橋空襲で焼失した羽生田眼科医院を再建して前橋で医業を再開した。その後は前橋市医師会会長や日本医師会代議員に就任し、16年の長きにわたって群馬県医師会会長を務めた。群馬県医師会長として医療政策に多くの発言を行い、丸茂重貞を参議院議員に当選させたほか、議員ではなかったものの自由民主党群馬県連合会副会長となっていた。しかし藤枝泉介が死去したことで1972年（昭和47年）の第33回衆議院議員総選挙に地元の群馬1区（定数3）から出馬し、62,956票を獲得し熊川次男（群馬県議会議員）らを制して当選した。福田赳夫前橋後援会会長を務めた関係から自民党では福田派（八日会）に属した。以後2期連続当選し、1978年（昭和58年）の大平正芳内閣で科学技術庁政務次官に就任した。
衆議院議員としての実績としては、両毛線前橋駅周辺の複線高架化、1978年の医療法一部改正などがある。また前橋が山口・浦和と並び国鉄の急行列車が停車しない県庁所在地であることを問題視し、特急「とき」の新前橋駅停車を企図し、代わりに急行「さど」「よねやま」の新前橋駅停車が実現することとなった。
3期目を目指した1979年（昭和54年）の第35回衆議院議員総選挙では次点で落選。
その後も日本トータルヘルス協会理事長などを務めた。

## 年譜
- 1910年（明治43年）10月19日 - 群馬県前橋市に、羽生田俊次の長男として生まれる。
- 1928年（昭和3年） - 旧制前橋中学校（現・群馬県立前橋高等学校）卒業。
- 1935年（昭和10年） - 慶應義塾大学医学部卒業、医師免許取得。歩兵第一連隊に軍医候補生として入隊[11]。
- 1936年（昭和11年） - 衛生部見習士官[29]。二・二六事件で反乱軍の一員となったため拘束され、不起訴となるが免官。
- 1938年（昭和12年）6月21日 - 父・俊次が青島で戦病死。
- 1944年（昭和19年）- 応召、中支派遣軍隷下湖北省澳漢線鉄道警備独立大隊附[11]。11月医学博士号授与[3][11][30]。
- 1945年（昭和20年） - 任陸軍軍医少尉、正八位[31]。
- 1946年（昭和21年） - 復員、羽生田眼科医院再開[1][11]。
- 1947年（昭和22年） - 群馬県医師会理事[1][11]（1957年まで[28][31]）
- 1949年（昭和24年） - 前橋市医師会副会長[1][28]（1952年まで[31]）
- 1952年（昭和27年） - 山下義夫会長の死去に伴い前橋市医師会会長に選出（1961年まで）[1][28][32]。
- 1953年（昭和28年） - 前橋市学校保健会会長（1955年まで）[28][33]。
- 1957年（昭和32年） - 群馬県医師会会長[1][3][11]（1973年まで）[28][34]、のち名誉会長[3][28][35]。日本医師会代議員[3]（1974年まで）[28][34]。日本結核予防会群馬県支部長（1973年まで）[28]。
- 1958年（昭和33年） - 群馬医師薬品株式会社設立に伴い取締役社長に就任[3][28][36]。群馬県身体障害者福祉審議会会長[28][37]。
- 1959年（昭和34年） - 群馬県小児保健会設立会長[3]（1973年まで）[28][37]、のち名誉会長[3][28][35]。
- 1960年（昭和35年） - 群馬県成人病対策委員長（1973年まで）[28][37]。同年財団法人群馬県対ガン協会設立会長[38][37]、のち名誉会長[3][28][39]。
- 1962年（昭和37年） - 群馬県学校保健会会長[3][40]、のち名誉会長[3][28][35]。
- 1963年（昭和38年） - 厚生省医療審議会委員[28][40]。
- 1964年（昭和39年） - 群馬県麻薬中毒審査会会長（1973年まで）[40]。財団法人群馬県公衆保健協会設立会長[40]、のち名誉会長[3][28]。
- 1965年（昭和40年） - 群馬県医師会高等看護学院設立に伴い学院長就任[3]（1967年まで）[28][40]。
- 1966年（昭和41年） - 財団法人群馬県メディカルセンター設立に伴い理事長就任[3]（1973年まで）[28][41]。
- 1967年（昭和42年） - 自由民主党群馬県支部連合会副会長[39]。
- 1969年（昭和44年） - 藍綬褒章受章[3][11][42]。
- 1970年（昭和45年） - 群馬県衛生検査専門学院設立に伴い学院長就任（1973年まで）[28][41]。同年財団法人群馬県保健文化賞基金会設立会長[3][41]、財団法人群馬県三悪追放協会設立会長[3][41]。厚生省保健所問題懇談会委員[28][41]。
- 1971年（昭和46年） - 群馬県特殊疾患対策協会会長[28][41]。
- 1972年（昭和47年） - 第33回衆議院議員総選挙にて、旧群馬1区から衆議院議員に初当選。以後連続2期当選（1979年まで）[28]。群馬県医師会温泉研究所所長（1979年まで）[28]。
- 1973年（昭和48年） - 衆議院社会労働委員会委員[35]。衆議院物価対策特別委員会委員（1976年まで）[35]。
- 1974年（昭和49年） - 衆議院文教委員会委員（1977年まで）[35]。
- 1975年（昭和50年） - 恩賜財団済生会名誉会員[3][35]。
- 1978年（昭和53年） - 衆議院社会労働委員会理事[35]。第1次大平内閣で科学技術政務次官に任命[1][28][11][43][44]。自民党武道議員連盟を作る際、弓道有段者がいなかったため代表となり、全日本弓道連盟から教士号を贈られた[45]。
- 1981年（昭和56年） - 勲二等瑞宝章叙勲[1][3][46][39]。
- 1982年（昭和57年） - 日本眼科医会会長[3][39]（1984年まで）[28]。
- 1999年（平成11年）7月27日 - 死去[47]。

## 家系
- 父：羽生田俊次（羽生田眼科医院開業者、前橋市議会議長）
- 次男[3]：羽生田俊（参議院議員、日本医師会副会長）
- 姪[48]：笹るみ子（女優、喜劇俳優・なべおさみの妻、なべやかんの母）

## 著書
- 『雪と黄塵』1980年
- 『山川草木より人命を』1982年
- 『無心』1985年
- 『二分咲き』1986年